# Портрет Сари Сіддонс
«Сара Сіддонс» — портрет англійської акторки роботи художника Томаса Гейнсборо (1727–1788).
Сара Сіддонс була відомою драматичною акторкою і красунею. Її алегоричний портрет у вигляді музи Трагедії малював сам Джошуа Рейнольдс. Аби урізноманітніти, зробити більш індивідуальним портрет відомої акторки, Рейнольдс подав її на троні, що стояв на хмарах в оточенні двох алегоричних фігур — Відчаю і Милосердя. Портрет ставав компліментом вродливій жінці.
Гейнсборо ж мало малював алегорії. Правдива простота і близькість до природи були йому важливіші. Цікаво, що  портрет Сари Сіддонс йому ніхто не замовляв. Художник малював його за власним бажанням на подяку таланту актриси. Сара спокійно сидить в кріслі. На ній модна строката сукня з блакитною оторочкою. Костюм доповнюють чорний капелюх зі страусовими перами, муфта з хутра і шарф. Актриса немов присіла перед виходом у світ і нікого в цей час не грає. У Гейнсборо багато шедеврів серед портретів. Але таких значущих, як портрет актриси Сари Сіддонс — одиниці.
У 1780-ті рр. Гейнсборо як художник — піднявся на новий якісний щабель. Саме в ці роки створені його найцікавіші жіночі портрети. Його характеристики і психологічна насиченість образів поглибились, не втрачаючи поетичності і поважного ставлення до моделі. Наскількі цікавими вони стали, видно з порівнянь з жіночим портретами інших художників.

## Визнання
Ім'ям Сари Сіддонс названий кратер на Венері — Сіддонс.

## Галерея

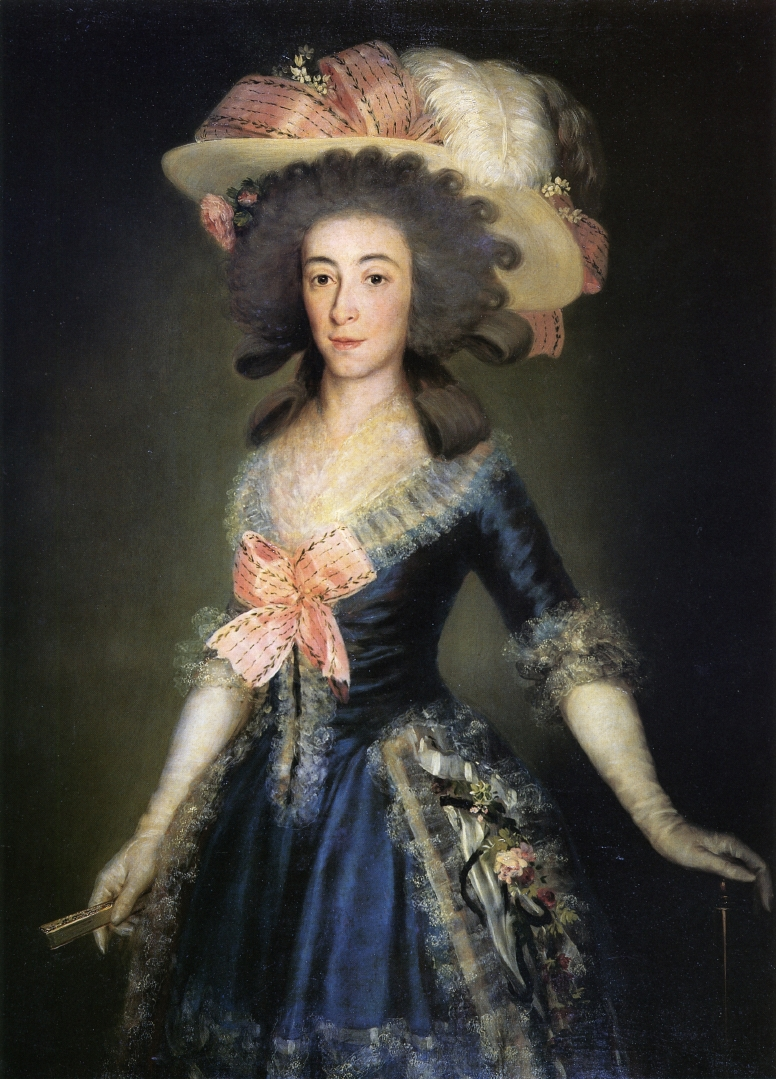
Франсіско Гойя, Марія Жозафа де ла Соледад, 1785 р.
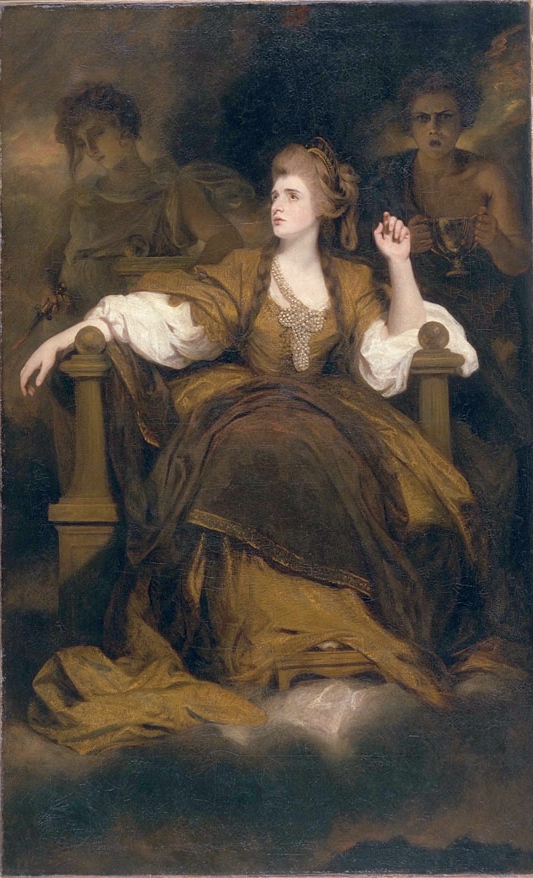
Джошуа Рейнольдс, Сара Сіддонс на троні.1784 р.
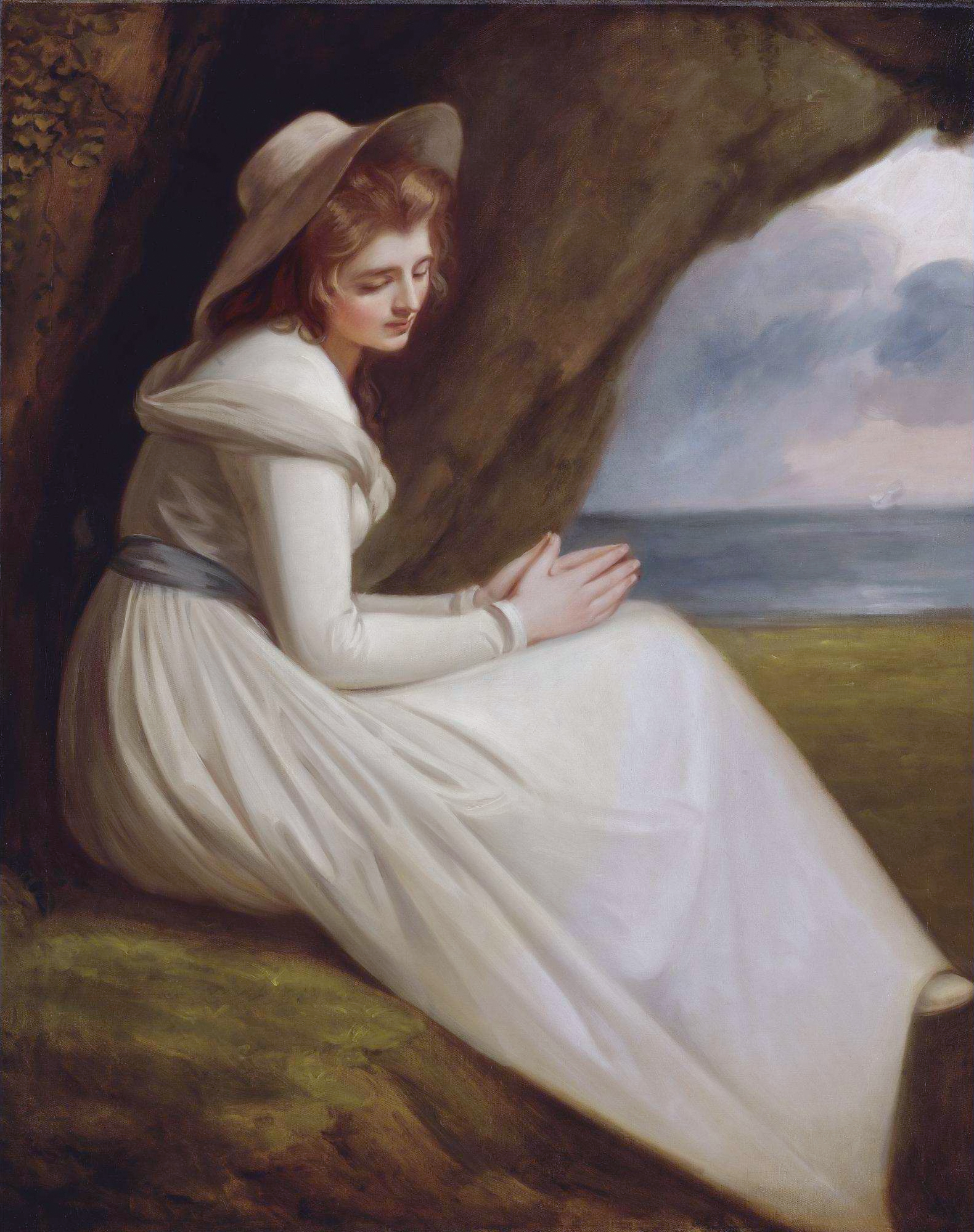
Джордж Ромні, Емма Гамільтон у вигляді покинутої Аріадни. 1785 р.